# Jean Marie Okutu
Jean Marie Okutu (ur. 4 sierpnia 1988 w Kotonu) – hiszpański lekkoatleta specjalizujący się w skoku w dal. Do końca 2007 roku reprezentował Ghanę.
Siódmy zawodnik młodzieżowych mistrzostw Europy w Kownie (2009). Trzy lata później sięgnął po srebro mistrzostw ibero-amerykańskich. W 2015 zajął 5. miejsce podczas halowych mistrzostw Europy w Pradze. W 2016 zdobył swoje drugie srebro mistrzostw ibero-amerykańskich oraz startował na mistrzostwach Europy w Amsterdamie, jednakże odpadł w eliminacjach.
Złoty medalista mistrzostw Hiszpanii oraz reprezentant kraju na drużynowych mistrzostwach Europy.
Rekordy życiowe: stadion – 8,17 (10 lipca 2016, Monachil); hala – 7,96 (21 lutego 2015, Antequera).

## Osiągnięcia
| Rok  | Impreza                                 | Miejsce        | Lokata            | Wynik |
| ---- | --------------------------------------- | -------------- | ----------------- | ----- |
| 2009 | Młodzieżowe mistrzostwa Europy          | Kowno          | 7. miejsce        | 7,78  |
| 2012 | Mistrzostwa ibero-amerykańskie          | Barquisimeto   | 2. miejsce        | 7,87  |
| 2013 | Halowe mistrzostwa Europy               | Göteborg       | el. – 14. miejsce | 7,65  |
| 2013 | Superliga drużynowych mistrzostw Europy | Gateshead      | 5. miejsce        | 7,88  |
| 2014 | Mistrzostwa Europy                      | Zurych         | el. – 20. miejsce | 7,64  |
| 2015 | Halowe mistrzostwa Europy               | Praga          | 5. miejsce        | 7,94  |
| 2015 | Superliga drużynowych mistrzostw Europy | Czeboksary     | 6. miejsce        | 7,69  |
| 2016 | Mistrzostwa ibero-amerykańskie          | Rio de Janeiro | 2. miejsce        | 7,84  |
| 2016 | Mistrzostwa Europy                      | Amsterdam      | el. – 13. miejsce | 7,80  |
| 2016 | Igrzyska olimpijskie                    | Rio de Janeiro | el. – 20. miejsce | 7,75  |
| 2018 | Igrzyska śródziemnomorskie              | Tarragona      | 6. miejsce        | 7,78  |
| 2018 | Mistrzostwa Europy                      | Berlin         | el. – 17. miejsce | 7,66  |
| 2018 | Mistrzostwa ibero-amerykańskie          | Trujillo       | 4. miejsce        | 7,75  |